# Conrad von Einbeck
Conrad von Einbeck (* 1360; † 1428) war ein deutscher Steinmetz, Baumeister und Bildhauer sowie Inhaber einer Salzsiedehütte in Halle an der Saale.

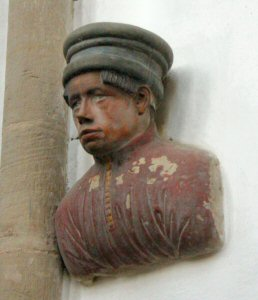
Büste des Conrad von Einbeck in der Moritzkirche Halle

Er war einer der ersten Bildhauer des ausgehenden Mittelalters, der neben Heiligendarstellungen in einer Kirche ein plastisches Selbstporträt hinterließ. Dies ist außergewöhnlich, weil der selbstbewusste Künstler erst in der deutschen Hochrenaissance geläufig wird. Wilhelm von Bode bezeichnete ihn daher als einen der frühesten deutschen Bildhauer der Renaissance. In der Moritzkirche Halle finden sich fünf Inschriften mit dem Hinweis auf Einbeck als Urheber der Figuren.

## Selbstporträt oder Stifterbüste
Seit den 1970er Jahren wird argumentiert, dass es sich durch Inschriftenanalysen an anderen Figuren bei dem Dargestellten auch um Hamer Frunt, einen Gönner und Stifter der Kirche handeln könnte und es zu späteren Umgestaltungen gekommen sein kann, wobei Stifterporträt und Inschrift an verschiedene Orte versetzt worden sind. Ebenso kann es aber auch sein, das ein eigentliches Porträt Hamer Frunts im Laufe der Jahrhunderte entfernt worden ist, wofür es ebenso Hinweise gibt.
Trotz der Infragestellung ist Conrad von Einbecks in Stein gehauenes Porträt ein für die Zeit sehr naturalistisch dargestelltes plastisches Zeugnis des ausgehenden 14. Jahrhunderts.
Neben einer Sammlung von ebenso eindrucksvollen Heiligendarstellungen an einer Säule links neben dem Altar in der Moritzkirche zu Halle an der Saale zu sehen. Durch Parallelen in den Darstellung des Kaisers Marcus Aurelius Valerius Maximianus im Sockelbereich der Schellenmoritzfigur sind in der Machart und den Gesichtszügen Ähnlichkeiten zur Kaiserdarstellung Peter Parlers in der Grabtumba Ottokar I. Přemysl im Prager Veitsdom zu erkennen. Aus den stilprägenden Erkenntnissen und zwei Wochenrechnungen der Prager Dombauhütte für das Jahr 1387 wurde in der Fachwissenschaft bisher davon ausgegangen, dass es sich bei dem dort erwähnten „Cunrat“ um Conrad von Einbeck handeln muss, der damit als ein Schüler von Peter Parler zu gelten hat. Dieser Dombaumeister hat sich in einer ähnlichen aus einem Stein herausragenden Büste in Prag verewigt, was wiederum dafür spricht, dass die Büste in der Moritzkirche Halle doch das Selbstporträt Conrad von Einbecks sein könnte.

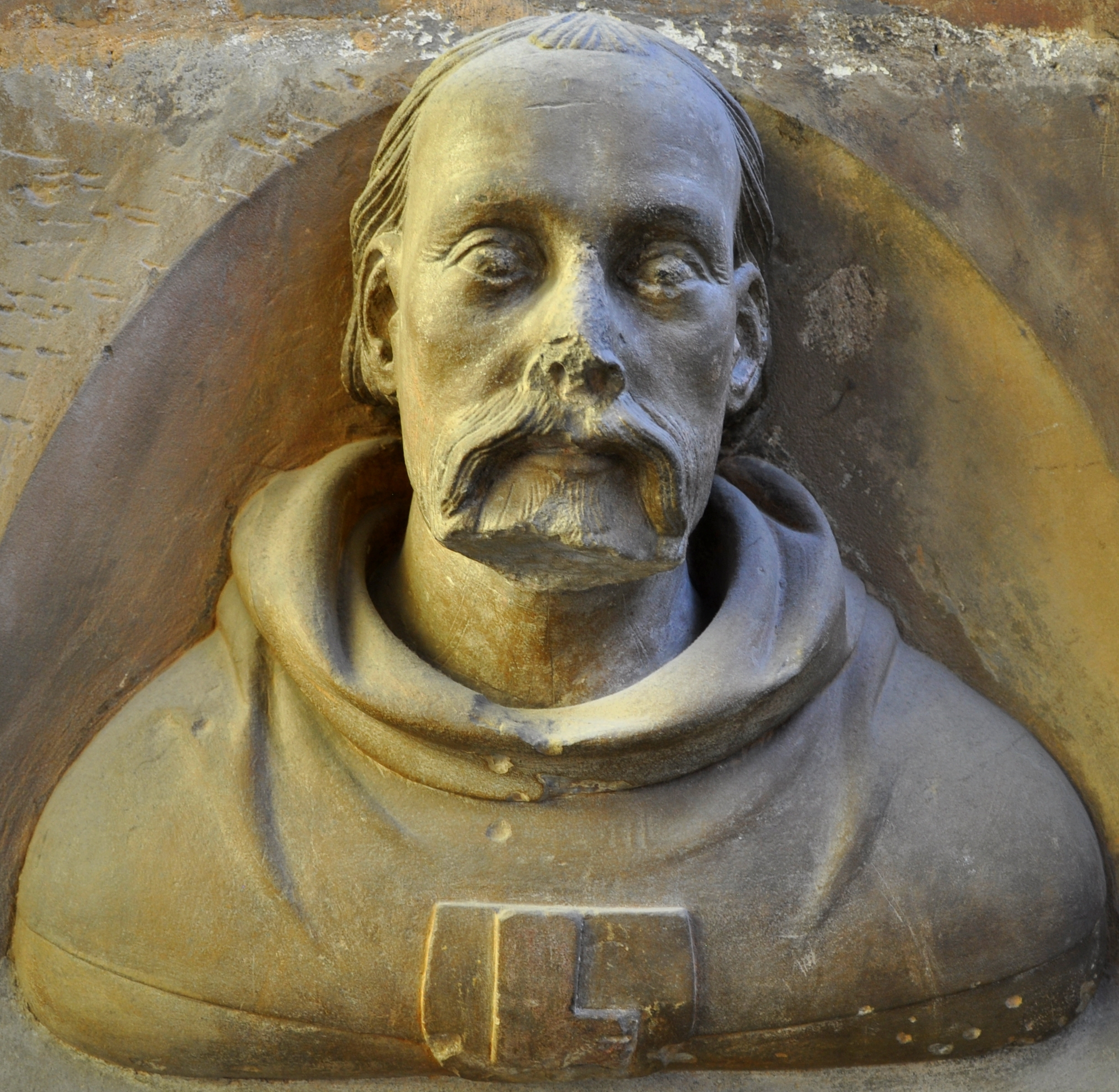
Büste von Peter Parler in der Triforiumgalerie des Prager Doms

## Baumeister und Bildhauer
Um 1388 brachte Einbeck, während der Arbeiten am Veitsdom in Prag geschult, die neue Bauform der Dreischiffigen Hallenkirche mit dreichorigem polygonalen Apsidenchor in den Mitteldeutschen Raum
und gilt als Erbauer der Moritzkirche. Wobei von dem Bauzustand nur noch Chor und Apsis erhalten sind, der übrige Kirchenbau wurde im 16. Jahrhundert gewölbt und umgestaltet. Der Kunstwissenschaftler Heinrich Otte vertrat 1883 die These, dass die Inschriften am Postament des „Schmerzensmannes“ eine Fertigstellung des Bildhauers Conrad von Einbecks auf das Jahr 1460 datierte, was erst dreißig Jahre nach Einbecks Tod geschah. Otte plädierte darum dafür von einem Nachfahren gleichen Namens, einem Bildhauer Conrad von Einbeck dem Jüngeren auszugehen.

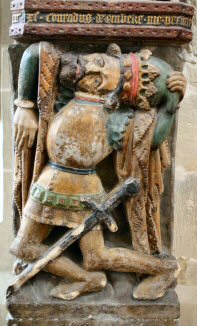
Sockel der Skulptur des Heiligen Moritz
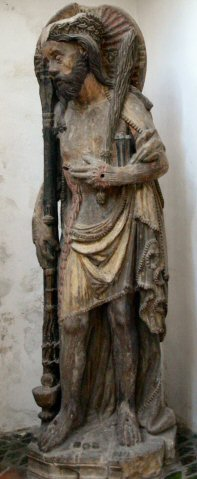
Schmerzensmann (Moritzkirche Halle)
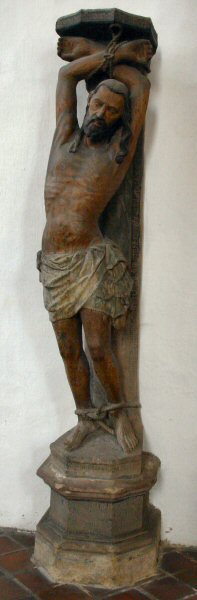
Christus an der Geißelsäule (Moritzkirche Halle)